# Гедеон
Гедео́н (на иврит: גִּדְעוֹן בֶּן יוֹאָשׁ, Гидъо́н бeн Йоаш) – библейски персонаж от Стария завет, пети по ред Израилски съдия, родом от Офра. Времето, в което Гедеон осъществява своята деятелност, е 11 век пр.н.е., т.е. периода на Съдиите на Израиля.